# Station Bellingshausen
Station Bellingshausen is een Russisch poolstation op King George, het grootste eiland van de Zuidelijke Shetlandeilanden. Het was een van de eerste stations van de Antarctische expeditie van de Sovjet-Unie en tevens de locatie van de oosters-orthodoxe kerk Trinity Church. Station Bellingshausen wordt permanent bemand.
Het station heeft verbindingen via onverharde wegen met andere stations (het Chileense Villa Las Estrellas, Chinese Great Wall Station, en de Uruguayaanse Artigas-basis) op Antarctica.

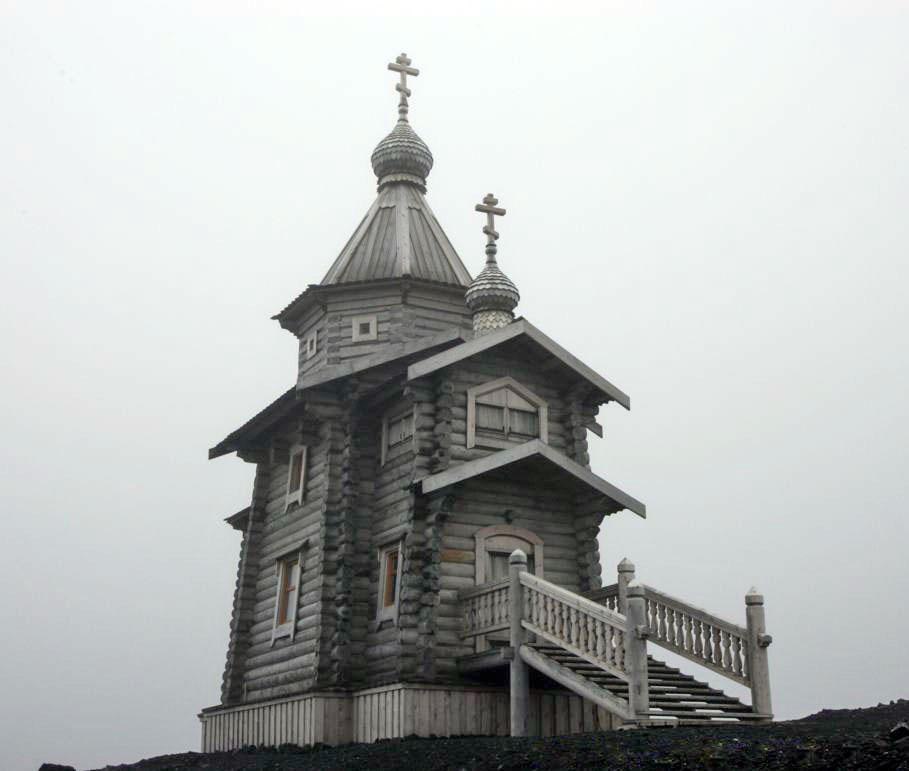
Trinity Church
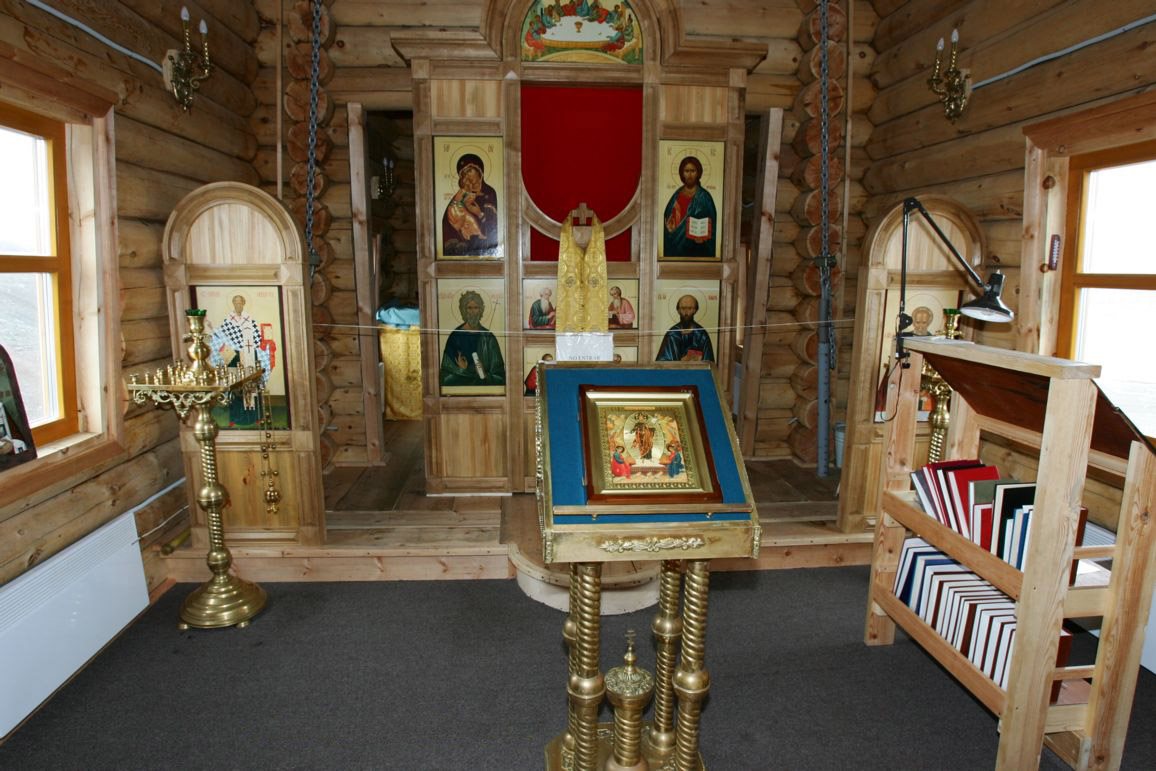
Interieur Trinity Church